# Borsthoning

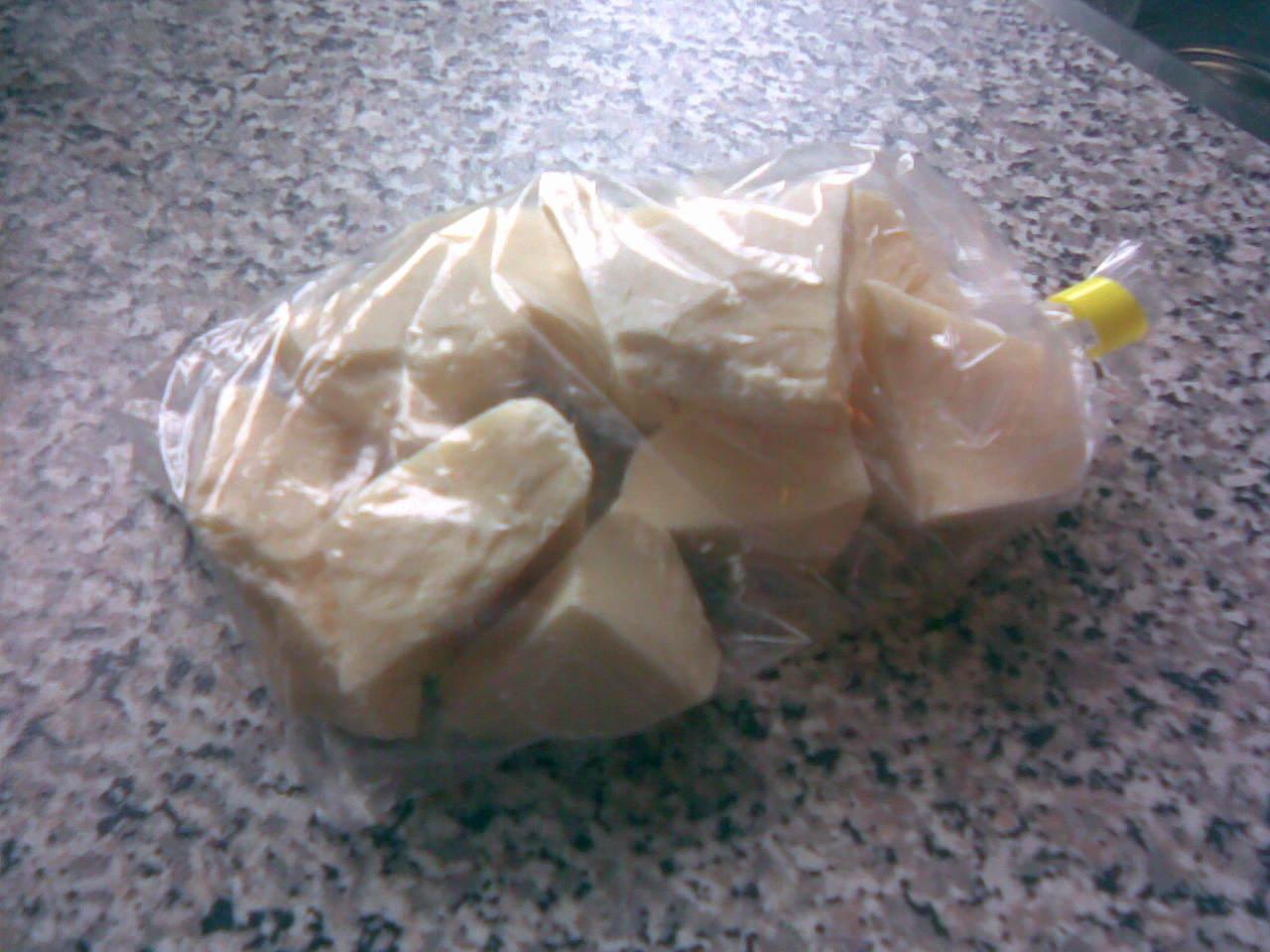
Zakje borsthoning

Borsthoning of jodenvet, ook wel honingborst, massee (massé), kattespauw, sikkevet, bokkenvet of kletskop genoemd, is ouderwets snoepgoed dat in het begin van de 20e eeuw populair was. De naam jodenvet werd het meest gebruikt in Vlaanderen en het grootste gedeelte van Nederland. De termen borsthoning en massee zijn meer bekend in Noord-Nederland. De naam jodenvet wordt door veel mensen kwetsend voor de Joodse bevolkingsgroep gevonden en om die reden steeds vaker vermeden.
De smaak is in eerste instantie vettig en zacht, bijna smaakloos. Daarna komt het zoet naar voren: bij het in de mond houden van de borsthoning wordt zetmeel omgezet in suiker en dat geeft een warm-zoete smaak. Op den duur (soms zelfs vrij snel) komt er een prikkende scherpe elektriserende smaak naar voren, met een bittere bijsmaak. De smaak wordt daarna alleen maar scherper en bitterder.
Borsthoning moet niet verward worden met hakhoning, een snoepje gemaakt van honing, water, suiker, glucosestroop en kruiden, vaak eucalyptus of anijs, maar soms ook sinaasappel of kaneel, dat gekookt wordt en uitgehard.

## Productie
Borsthoning is een bijproduct van de productie van aardappelstroop. Bij de productie van aardappelstroop zette zich op de machine een zoete, witte massa af. Die massa verwijderde men na een paar dagen, als het hard was geworden. Het bleek dat veel mensen de harde witte brokken lekker vonden en zo vond het bijproduct zijn weg naar de snoepwinkels. Tot in de jaren 1970 werd massee onder andere verkocht door snoepfabrikant Ringers. Koekbakkerijen gebruikten massee als grondstof voor het bakken van o.a ontbijtkoek. Consumenten kochten borsthoning in de vorm van flinke brokken waar ze met de tanden stukjes van af schraapten. Vooral in het zuiden van het land was borsthoning rond Sinterklaas populair. In de jaren 1990 werd de productiemethode van massee niet meer hygiënisch gevonden en werd de verkoop gestopt. In 2003 stopte ook de productie van aardappelstroop in Nederland, waarmee de borsthoning daar uit het snoepwinkelassortiment verdween.

## Herintroductie
Vanaf 2005 wordt borsthoning weer verkocht, het product wordt geïmporteerd uit Oost-Europa waar het een bijproduct is bij de productie van maismeel. Het wordt nu vooral onder de naam borsthoning verkocht, maar in de volksmond is de aanduiding 'jodenvet' blijven bestaan, zeker in het zuiden van Nederland en in Vlaanderen.

## Naamgeving
Mogelijk komt de naam jodenvet voort uit het feit dat in eerste instantie alleen Joodse koopmannen de resten van de aardappelproductie verkochten.